# Nillivuopionsaari
Nillivuopionsaari är en ö i Finland. Den ligger i Könkämäälven och i kommunen Enontekis i den ekonomiska regionen  Fjäll-Lappland  och landskapet Lappland, i den norra delen av landet, 900 km norr om huvudstaden Helsingfors. Öns area är 1,9 hektar och dess största längd är 330 meter i sydöst-nordvästlig riktning.